# ДжураФест
ДжураФест — всеукраїнський книжковий фестиваль української книжки. Організатори — Тернопільська міська рада та видавництво «Джура», за підтримки Держкомтелерадіо України.
У 2011 році було представлено 39 видавництв.
У 2012 році у фестивалі брали участь 43 українські видавництва, провадилися майстер-класи з вишивки.
У квітні 2013 четвертий фест проводився в Тернополі, організатор — Василь Ванчура. Представлені видавництва з Івано-Франківська, Кам'янця-Подільського, Києва, Луцька, Львова, Ужгорода. Одночасно проходять вечори поезії, зустрічі в бібліотеках авторів з школярами, вечір співаного слова. Серед учасників — Ева Гата, Віктор Насипаний, Ніна Фіалко.
Відтоді фестиваль не проводився.